# 英迪国际大学
2°48′49″N 101°45′30″E / 2.8136°N 101.7583°E
英迪国际大学是马来西亚的一所私立大学，其总校区位于马来西亚森美兰州芙蓉市的汝来新城临雪兰莪雪邦市边界。该大学前身是英迪大学学院，直到2010年5月31日获马来西亚高等教育部将其升格为大学。大学归英迪教育集团所有，2008年起与桂冠国际大学合作，提供包括大学前和基础研究，文凭，学位（本国和海外转移）和研究生学位。

## 校园
英迪国际大学在马来西亚拥有6个校区，分别位于槟城、吉隆坡、梳邦再也、亚庇、古晋等地这些校区大多数是学院，即“英迪学院”。

## 荣誉
1997年12月，英迪大学获得由马来西亚首相马哈迪·莫哈末所颁发的大马工业卓越奖（出口教育）。